# Boniniella ikenoi
Boniniella ikenoi là một loài thực vật có mạch trong họ Aspleniaceae. Loài này được (Makino) Hayata miêu tả khoa học đầu tiên năm 1927.